# Sekke
Sekke (摂家, as cinco casas regentes), também chamada Go-Sekke eram as cinco casas que derivaram do Clã Fujiwara : Konoe, Takatsukasa, Kujō, Nijō e  Ichijo. Elas detinham o "monopólio" para os cargos de Sesshō e Kanpaku (Regentes) entre o Seculo XII e o Século XIX.
Outras Casas também descendiam do Clã Fujiwara. mas, tradicionalmente, apenas estas cinco eram elegíveis para a regência. Eram as mais politicamente poderosas casas entre os Kuge (nobres e funcionários da corte).
Da mesma forma que o clã imperial reivindica sua descendência da deusa Amaterasu, a tradição do clã Fujiwara afirma que eles descendem de outro kami antigo, Ame-no-Koyane. Aparentemente, apenas estes dois clãs ainda reivindicavam no início da era moderna da história do Japão a descendência de kamis.
Baseado nessa descendência dos kami, a tradição exigia que os imperadores só poderiam casar com pessoas da própria família imperial ou então descendentes dos Fujiwara, já que uma imperatriz deve também descender de deuses. Assim, com a exceção de Tokugawa Masako, esposa do imperador Go-Mizunoo, todas as imperatrizes desse longo período foram dos ramos que formavam o Sekke ou de ramos da própria família imperial.